# Peter Casey
Peter Joseph Casey (ur. 9 października 1957 w Derry) – irlandzki przedsiębiorca i polityk, kandydat w wyborach prezydenckich.

## Życiorys
W 1979 ukończył studia z zakresu ekonomii politycznej i filozofii na Aston University w Birmingham. Początkowo pracował w Xerox Corporation jako kierownik sprzedaży, zdobywając wyróżnienia za osiągane wyniki. W 1985 założył przedsiębiorstwo The Trinity Group w Sydney, w 1988 w jej ramach powstała firma rekrutacyjna Trinity People. W 1992 Peter Casey sprzedał swoje udziały grupie inwestorów. W 1995 utworzył w Atlancie przedsiębiorstwo Claddagh Resources, specjalizujące się w rekrutowaniu kadr zarządzających. Wśród obsługiwanych klientów znalazły się głównie firmy konsultingowe i z branży IT (m.in. Tata Consultancy Services, Ernst & Young czy Oracle Corporation). Był wyróżniany m.in. przez „Irish America Magazine”. Brał udział jako inwestor w irlandzkiej wersji programu telewizyjnego Dragon’s Den.
W 2018 wystartował w wyborach prezydenckich; rejestrację jego kandydatury umożliwiło uzyskanie wymaganego poparcia od co najmniej czterech władz samorządu terytorialnego. W wyborach z 26 października otrzymał ponad 23% głosów poparcia w pierwszej turze liczenia głosów, zajmując 2. miejsce wśród 6 kandydatów. Przegrał wówczas z Michaelem D. Higginsem, który już w tej turze zapewnił sobie reelekcję.